# Braer
Die Braer war ein liberianischer Öltanker, der am 5. Januar 1993 in Garthe Ness vor der Küste Shetlands strandete, woraufhin etwa 85.000 Tonnen Rohöl ins Meer flossen.

## Geschichte
Das Tankschiff wurde am 23. Dezember 1974 als Baunummer 002 der erst 1973 in Ōshima gegründeten Werft Oshima Shipbuilding auf Kiel gelegt. Nach dem Stapellauf am 31. Mai 1975 wurde der Neubau am 30. September 1975 als Hellespont Pride an die Reederei Tucana Shipping in Singapur übergeben, die es zunächst in einer Charter für die japanische Sanko Line einsetzte. Im Jahr 1978 übertrug man den Tanker ohne Umbenennung auf die ebenfalls in Singapur ansässige Gesellschaft Invincible Steam Ship Company. 1984 übernahm die Hancock Shipping Company in Monrovia das Schiff und setzte es als Brae Trader ein. 1989 erwarb die Reederei Bergvall & Hudner aus Oslo das Schiff, ließ es auf die Gesellschaft Brae Trader Shipping Corporation in Monrovia eintragen und benannte es in Braer um. Im darauffolgenden Jahr wurde das Schiff ohne Umbenennung auf die Braer Corporation in Monrovia übertragen.

## Unfall
Im Januar 1993 befand sich die Braer voll beladen auf einer Reise mit 84.700 Tonnen leichtem Rohöl aus dem norwegischen Gullfaks-Feld von der Raffinerie in Mongstad im Fensfjord, Norwegen nach Quebec, Kanada vor der Küste Shetlands in einem schweren Schlechtwetter. Von einigen auf dem Achterdeck losgerissenen Ersatz-Stahlrohren wurden Entlüfterköpfe der Brennstofftanks abgerissen durch die Seewasser eindringen, absinken und in die Treibstoffförderleitung gelangen konnte, woraufhin das Schiff einen Maschinenschaden erlitt. Die Besatzung wurde von Hubschraubern abgeborgen und die Braer trieb im Sturm bei Garthe Ness, nordwestlich von Sumburgh Head auf Grund und schlug dort leck. Im stürmischen Wetter war eine Bergung nicht möglich, so dass das gesamte Erdöl, das der Tanker transportierte, in die Nordsee gelangte. Es handelte sich dabei gut um die doppelte Menge, welche die Exxon Valdez bei ihrem Unglück 1989 vor Alaska verlor. Dennoch waren die Folgen des Braer-Unglücks aus verschiedenen Gründen weit weniger dramatisch.
Kurz nach der Havarie wurde berichtet, dass das Schiff weit über seinem Wert versichert war, dies aber im damaligen Abwärtstrend der Schiffspreise begründet war.